# 교르차 할라
교르차 하라(覺爾察氏, 만주어: ᡤᡳᡠᡵᡮᠠ
ᡥᠠᠯᠠ Giorca Hala)는 《사아나씨원류고(庫雅喇氏源流考)》에 따르면, 만주팔대성 중 하나로, 《영릉각이찰씨보서(永陵覺爾察氏譜書)》에 따르면, 교르차씨는 교창아의 5남인 타차 퍙구(塔察篇古, 만주어: ᡨ᠋ᠠᠴᠠ
ᡶᡳᠶᠠᠩᡤᡡ Taca Fiyanggū)의 후예로 본래 청대에는 황족인 교로(覺羅, 만주어: ᡤᡳᠣᡵᠣ Gioro)
인데, 그 조상이 누르가치에게 쫓겨난 뒤, 교르차(만주어: ᡤᡳᡠᡵᡮᠠ Giorca) 성에 이주하여 땅을 성씨로 삼았다. 청 제국 시기 교르차 하라는 교로의 별책이 되었고, 종인부 감당에서는 아황족(亞皇族)으로 여겨졌다. 이 때문에 교르차 하라는 《팔기만주씨족통보(八旗满洲氏族通谱, 만주어: ᠵᠠᡴᡡᠨ
ᡤᡡᠰᠠᡳ
ᠮᠠᠨᠵᡠᠰᠠᡳ
ᠮᡠᡴᡡᠨ
ᡥᠠᠯᠠ
ᠪᡝ
ᡠᡥᡝᡵᡳ
ᡝᠵᡝᡥᡝ
ᠪᡳᡨᡥᡝJakūn Gūsai Manjusai Mukūn Hala be Uheri Ejehe Bithe）》에서 빠졌고, 다하이(達海, 만주어: ᡩᠠᡥᠠᡳ Dahai)도 아이신 교로와 같은 종으로서 대자를 매었으며, 여성 후손은 비의 후보에서 제외됐다. 일부 학자는 타차 퍙구가 실은 와르카부(瓦爾喀部, 만주어: ᠸ‍‍ᠠᡵᠠᠠᠠ
ᠠᡳᠮᠠᠨ  Warka Aiman)의 솔호(索爾火, 만주어: ᠰᠣ᠊ᠯᡥᠣ Solho)의 아들인데, 그 부가 여섯의 버이러들(六贝勒, 만주어: ᠨᡳᠩᡤᡠᡨᠠᡳ
ᠪᡝᡳᠰᡝ Ninggutai Beise)에게 멸명당하고, 타차 퍙구 본인은 포로가 되자 교창아가 양자로 받아들였다고 주장한다.
신해혁명으로 무능하고, 부패가 절정인 봉건전제의 청 제국이 와해되었지만, 진정한 공화정치가 실현되지 못하고 군벌의 통치가 뒤를 이었으며 민족 차별 정책이 수반되었다. 전국 각지의 주방팔기(駐防八旗)들은 예를 들어 서안·남경·항주·형주 등지에서 무고한 만주족 관병을 살해하는 사건이 도처에서 일어났다. 이에 따라 만주족 사람들은 어쩔 수 없이 한족(漢族)의 성씨로 바꾸는 것이 적지 않았다. 만주족이 많은 북경지역에서는 소수의 달관 · 현귀이기 때문에 족속과 성씨를 바꿀 방법이 없는 사람 이외에 일반적으로 만주인들은 족속과 성씨를 바꾸는 숫자가 적지 않았으며, 그렇지 않는다면 입에 풀질하고 살 방도조차 찾을 수도 없을 뿐만 아니라, 이미 가지고 있던 직장이나 일자리도 잃어버릴 수 밖에 없었다. 따라서 중화민국이 건립되자 교르차씨는 한성(漢姓) 조(趙), 조(肇), 손(孫), 상(常), 서(西), 진(陳) 등으로 가장했다.

## 같이 보기
- 만주족의 성씨